# Сковородка (Окуловський район)
Сковородка (рос. Сковородка) — присілок у Окуловському районі Новгородської області Російської Федерації.
Населення становить 37  осіб. Належить до муніципального утворення Турбинне сільське поселення.

## Історія
До 1927 року населений пункт перебував у складі Новгородської губернії. У 1927-1944 роках перебував у складі Ленінградської області.
Згідно із законом N 355-ОЗ від 2 грудня 2004 року належить до муніципального утворення Турбинне сільське поселення.

## Населення
| 2002 | 2009 | 2010 | 2011 |
| ---- | ---- | ---- | ---- |
| 47   | ↘43  | ↘32  | ↗37  |